# Sacalina
Sacalina ou Sakhalin (em russo: Сахалин; romaniz.: Sakhalín; em chinês: chinês tradicional: 庫頁; chinês simplificado: 库页; romaniz.: Kùyè) é uma grande ilha (948 km de comprimento, 160 km de largura) no Extremo Oriente russo, banhada pelo mar de Ocótsqui a norte e a leste; pelo estreito de La Pérouse a sul, separando-a da ilha japonesa de Hokkaido; e pelo estreito da Tartária a oeste, separando-a do continente asiático. É um território constituinte do Oblast de Sacalina
A sua capital é Iujno-Sakhalinsk. Tem cerca de 497.973 habitantes (2010). As etnias presentes em Sacalina são as dos ainus, russos-coreanos, ucranianos, tártaros, bielorrussos, japoneses, nivkhs e russos. As etnias nativas da ilha de Sacalina são os nivkhs, os oroki e os ainu.

## História
Os primeiros europeus a explorar as ilhas ao redor da ilha de Sacalina foram Ivan Moskvitin e Marteen Gerritz de Vries em meados do séculos XVII, Jean-François de La Pérouse em 1787 e Adam Johann von Krusenstern em 1805.
A ocupação japonesa de Sacalina remonta ao Período Edo. Ōtomari foi supostamente fundada em 1679, e os cartógrafos de Matsumae mapearam a ilha e a nomearam "Kita-Ezo". Durante as Dinastias Ming e Qing, a China considerava a ilha como parte de seu império, e incluía os povos da Sacalina no seu "sistema de povos subjugados". Em nenhum momento foi feita nenhuma tentativa de estabelecer uma presença militar Imperial na ilha. O Japão, preocupado acerca da expansão russa no nordeste da Asia, declarou unilateralmente sua soberania na ilha em 1845. Os colonos russos ignoraram essa declaração, e começaram, a partir de 1850, a estabelecer minas de carvão, instalações de administração, escolas, prisões e igrejas na ilha.
Em 1855, a Rússia e o Japão assinaram o Tratado de Shimoda, que declarava que pessoas das duas nacionalidades poderiam habitar a ilha: Russos no norte e Japoneses no sul, sem uma fronteira clara entre eles. A Rússia também concordou em desativar sua base militar em Ōtomari. Após o fim da Segunda Guerra do Ópio, a Rússia forçou a Dinastia Qing a assinar o Tratado de Aigun e a Convenção de Pequim, que declarava que a China perderia todos os seus territórios a Norte de Heilongjiang (Amur) e a Leste de Ussuri, incluindo a Sacalina , para a Rússia. Uma colônia penal foi estabelecida em 1857, mas parte sul da ilha foi dominada pelos japoneses até 1875 Tratado de São-Petersburgo, quando eles cederam sua parte à Russia em troca das Ilhas Curilas. Após a Guerra Russo-Japonesa, a Rússia e o Japão assinaram o Tratado de Portsmouth em 1905, que resultou na parte sul da ilha abaixo de 50° N passar a ser posse do Japão; Os Russos mantiveram os outros três quintos da área da ilha. O sul de Sacalina foi administrado pelo Japão como Karafuto-chō(樺太庁), com a capital Toyohara, hoje conhecida como Iujno-Sakhalinsk.

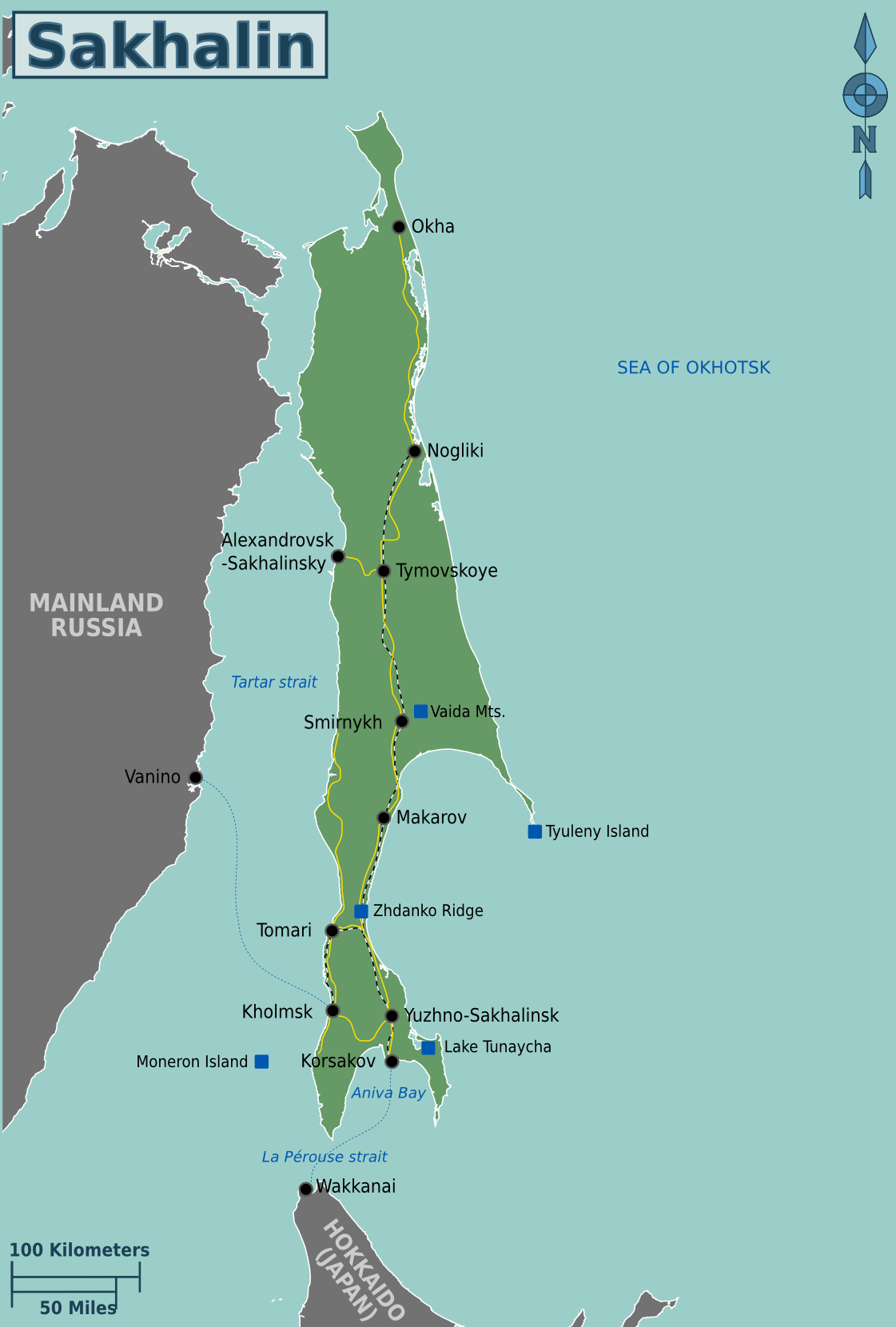
Mapa da Ilha de Sacalina

Após a Revolução Russa e a subsequente Guerra Civil, a parte Norte de Sacalina passou a ser governada pela Rússia Soviética como parte da Província do Extremo Oriente (Far Eastern Krai). O Oblast de Sacalina foi estabelecido em 20 de Outubro de 1932 como parte do Far Eastern Krai, e se tornou parte do Khabarovsk Krai a partir de sua fundação em 1938.
Em agosto de 1945 a União Soviética tomou controle da totalidade das Ilhas Sacalina e Curilas. O ataque soviético à Sacalina do Sul começou em 11 de agosto de 1945, um mês antes do Rendição do Japão na Segunda Guerra Mundial. O 56.º Corpo de Fuzileiros consistindo na 79.ª Divisão de Fuzileiros, a 2.ª Brigada de Fuzileiros, a 5.ª Brigada de Fuzileiros e a 214.ª Brigada de Tanques atacou a 88.ª Divisão Japonesa. Mesmo com o Exército Vermelho tendo três vezes mais homens, o avanço não foi possível devido à grande resistência japonesa. Foi apenas com a chegada da 113.ª Brigada de Fuzileiros e a 365º Batalhão Independente de Infantaria Naval de Sovietskaya Gavan a Tōrō, um vilarejo na parte oeste de Sacalina, que os soviéticos quebraram a linha de defesa japonesa. Os soviéticos completaram a conquista de Sacalina em 25 de Agosto de 1945, quando ocuparam a capital de Sacalina, conhecida na época como Toyohara. Fontes japonesas indicam que 20 000 civis morreram durante a invasão.

### Pós-Guerra
As áreas do Sul da Sacalina e as Ilhas Curilas dominadas pelos Soviéticos foram declaradas como Província da Sacalina do Sul em 2 de fevereiro de 1946. Quase um ano depois, em 2 de Janeiro de 1947, a Província da Sacalina do Sul foi extinta e incluída na Oblast de Sacalina, formando a fronteira atual. No mesmo dia, a Oblast da Sacalina foi excluída do Khabarovsk Krai. Os japoneses que viviam na região foram quase totalmente repatriados ao Japão, mas pelo menos um terço dos Coreanos recusaram a repatriação e passaram a ser conhecidos como Coreanos Sacalinos

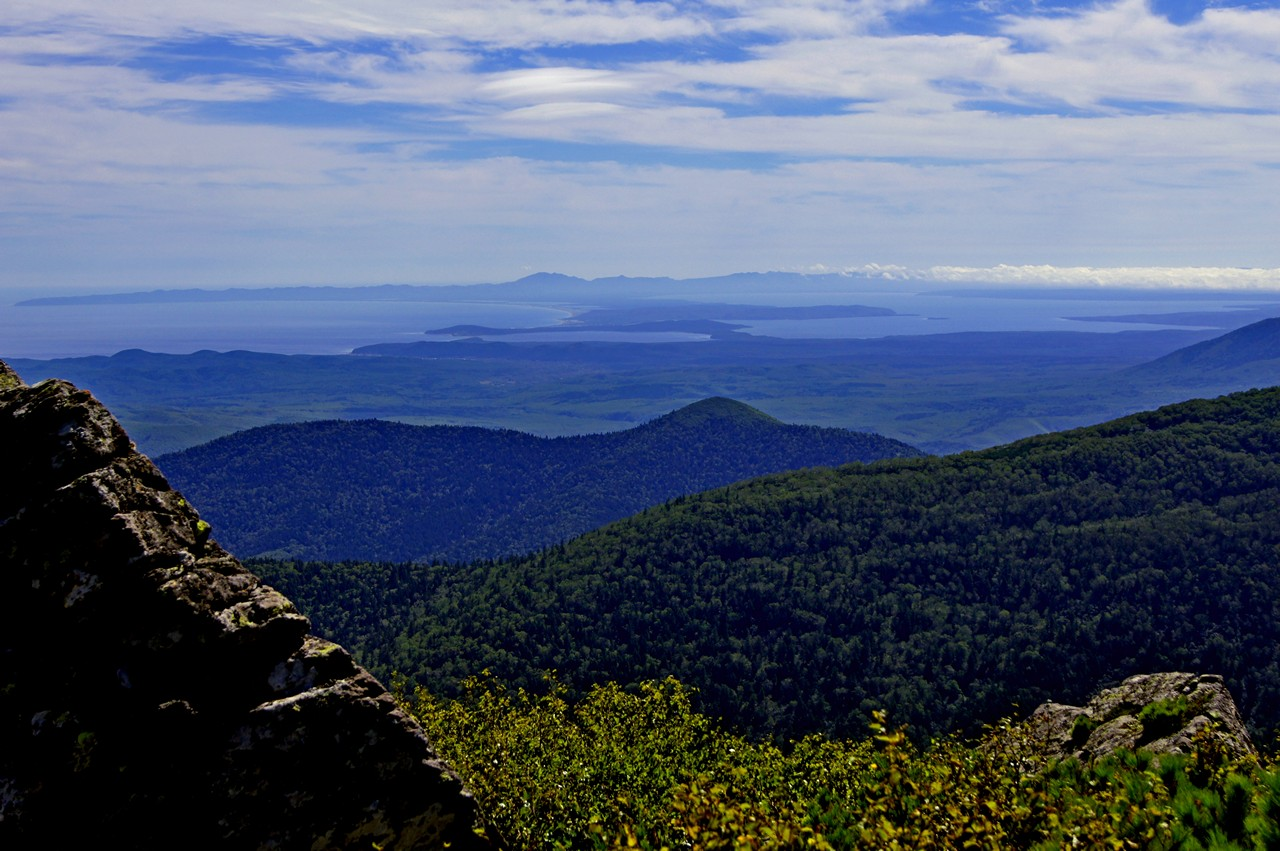
Vista do Monte Chekhov na Ilha de Sacalina

O status das ilhas Curilas do Sul continuam em disputa. A questão continua a ser um grande impasse nas relações diplomáticas Russo-Japonesas. Até hoje, nenhum tratado de paz foi assinado entre as partes.
O Japão renunciou a suas reivindicações de soberania da parte Sul da Sacalina no Tratado de São Francisco (1951), já havendo abolido a Prefeitura de Karafuto em 1 de junho de 1949. Entretanto, esse tratado não aprova explicitamente a soberania Russa sob a parte sul de Sacalina. Da perspectiva oficial Japonesa, a atribuição de Sacalina ainda não havia sido determinada, e era marcada como terra de ninguém nos mapas japoneses. Mesmo assim, o Japão possuí um Consulado-Geral na capital de Sacalina.
Em 1 de setembro de 1983 os Soviéticos derrubaram o Voo 007 da Korean Airlines que carregava 269 ocupantes, incluindo o Deputado Norte-Americano Larry McDonald, na parte oeste de Sacalina, perto da Ilha Moneron.
Em 1995, o sismo de Neftegorsk de 7.0 Mw sacudiu o antigo assentamento de Neftegorsk com Intensidade máxima de IX (Violento) na escala de Mercalli. O dano total foi de 64 a 300 milhões de dólares, causando 1989 mortes e 750 feridos. O assentamento não foi reconstruído.